# Canthylidia eurhythma
Canthylidia eurhythma är en fjärilsart som beskrevs av Turner 1915. Canthylidia eurhythma ingår i släktet Canthylidia och familjen nattflyn. Inga underarter finns listade i Catalogue of Life.